# قانون الأعمال

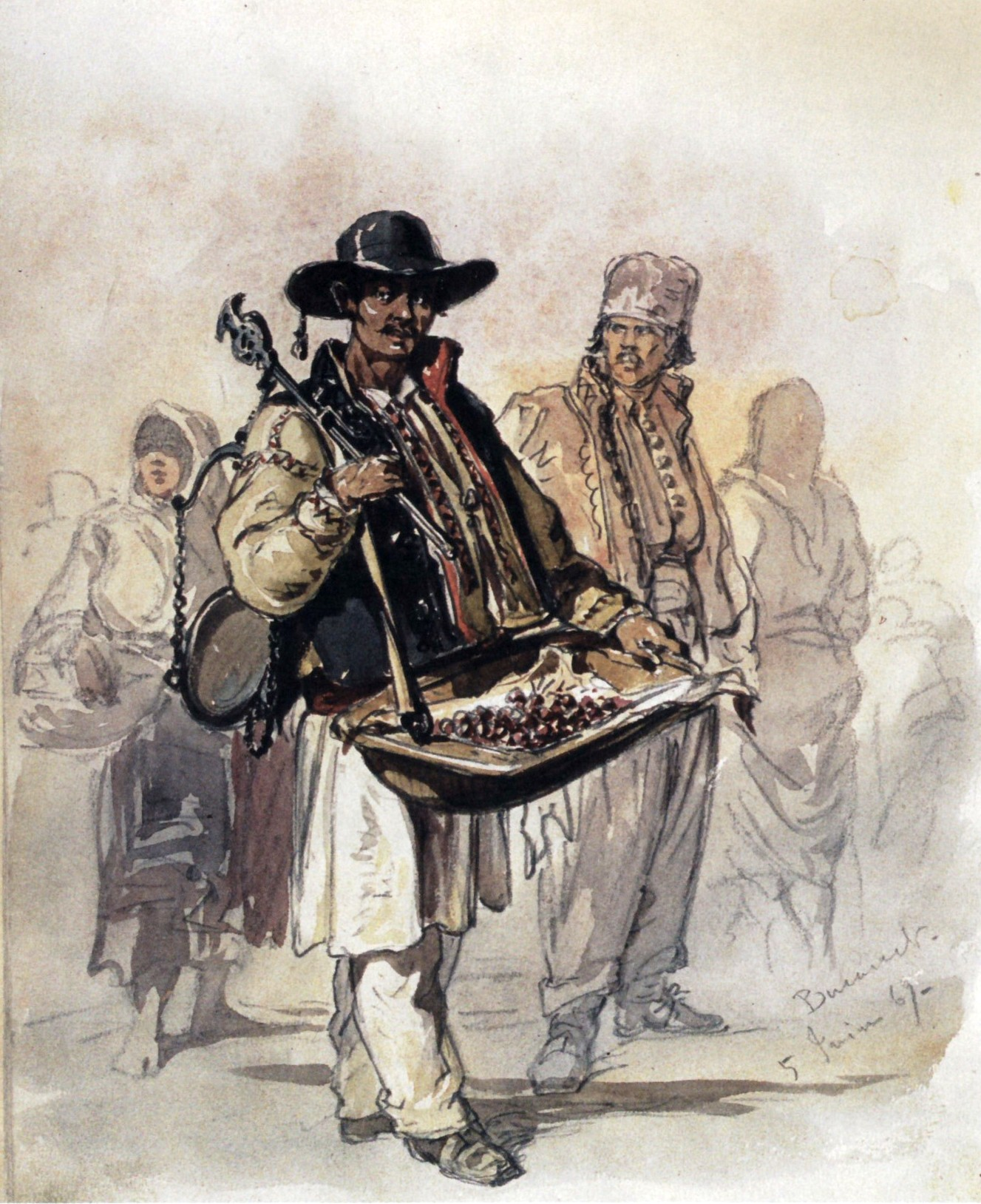

قانون الأعمال (بالإنجليزية: Business Law)‏ هو فرع من فروع القانون الخاص الذي يتضمن مجموعة من القوانين المرتبطة بأعمال المؤسسات والشركات مثل قانون العقود، قانون الملكية الفكرية، قانون الشركات، قانون الضرائب، القانون الجنائي، قانون المستهلك، الإجراءات وغيرها. كما يُعنى بتنظيم نشاط التجار والصناعيين في ممارسة نشاطهم المهني ويحدد الأعمال التجارية الموسمية المنتجة من أفراد غير تجاريين.
قانون الأعمال العام أو قانون الاقتصاد العام يتضمن جميع فروع القانون المتعلقة بالتدخل الحكومي في الأنشطة الاقتصادية. يمكن أن يكون هذا التدخل إما لدعم الأنشطة الاقتصادية، أو الإشراف وتنظيم مختلف النشاطات أو التدخل على هياكل لضمان توفير الأنشطة. وعلى عكس ما قد يوحي اسمها، فإن جميع مكونات قانون الأعمال العام الحالات العامة ليست ضمن تخصص القانون العام. ويعد القانون التجاري، وقانون المنافسة أو القانون الموضوعي للاتحاد الأوروبي تخصصات ذات مكانة بارزة في ممارسة قانون الأعمال العام. حيث يعتبر هذا الأخير حقلاً متعدد التخصصات أكثر منه فرعاً مستقلاً من فروع القانون.

## مقالات ذات صلة
- الاقتصاد السياسي
- أخلاقيات الأعمال
- أخلاقيات الاتصال في الأعمال